# Giusi Bartolozzi
Giusi Bartolozzi, nata Giuseppa Lara Bartolozzi (Gela, 18 dicembre 1969), è una politica italiana.
È stata deputata alla Camera dal 23 marzo 2018 al 12 ottobre 2022 per Forza Italia.

## Biografia
Nata a Gela (Caltanissetta), dov’è cresciuta in una famiglia di origine toscana, si è laureata in giurisprudenza alla Luiss Guido Carli di Roma, nel 1996 diventa avvocato presso il Foro di Roma.
Entrata in magistratura nel 1999, dal 2002 ha esercitato la professione di giudice al tribunale di Gela, e dal 2009 giudice al tribunale di Palermo. 
Dal 2013 è alla Corte d'appello di Roma, quindi è magistrato presso la Commissione tributaria provinciale.

### Attività politica
Alle elezioni politiche del 2018 viene candidata alla Camera dei deputati, tra le liste di Forza Italia nel collegio plurinominale Sicilia 1 - 03, risultando eletta deputata e mettendosi in aspettativa da magistrata. Nel corso della XVIII legislatura è stata membro e segretaria della 2ª Commissione Giustizia, oltreché presidente della Sezione bicamerale di Amicizia UIP Italia-Iraq, componente della Commissione speciale per l'esame degli atti urgenti presentati dal Governo, Giunta delle elezioni, della Commissione giurisdizionale per il personale, della Commissione parlamentare antimafia, di cui è anche coordinatrice del Comitato mafia appalti e corruzione, e della 1ª Commissione Affari Costituzionali, della Presidenza del Consiglio e interni, di cui ricopre brevemente l'incarico di capogruppo per Forza Italia.
Il 4 novembre 2020, insieme a quattro colleghi di Forza Italia (Renata Polverini, Stefania Prestigiacomo, Elio Vito e Matteo Perego), vota a favore del disegno di legge a prima firma di Alessandro Zan (PD) "Misure di prevenzione e contrasto della discriminazione e della violenza per motivi fondati sul sesso, sul genere, sull'orientamento sessuale, sull'identità di genere e sulla disabilità" per contrastare l’omotransfobia, in dissenso dal suo gruppo, che vota contro.
Il 27 luglio 2021 annuncia il suo voto contrario a un emendamento di Forza Italia sulla riforma del processo penale in discussione alla Camera (considerato da molti una sorta di legge ad personam a favore di Silvio Berlusconi), contro le indicazioni di partito, e lo stesso giorno lascia il gruppo parlamentare per passare al gruppo misto. Successivamente inizia a criticare il governo Draghi, avvicinandosi ad alcuni esponenti di Fratelli d’Italia, tra cui Andrea Delmastro Delle Vedove, con cui cominciò a costruire un rapporto che sarebbe poi diventato solidissimo.
Alle elezioni anticipate anticipate 2022 non viene ricandidata al Parlamento. Successivamente resta fuori ruolo dalla magistratura, in quanto nominata vice-capo di gabinetto del ministero della giustizia guidato da Carlo Nordio, dove in tale ruolo venne delegata a faccende delicate. Il 19 marzo 2024 viene promossa a capo di gabinetto.

## Vita privata
È sposata con Gaetano Armao, avvocato e politico, vicepresidente della giunta regionale Siciliana presieduta da Nello Musumeci dal 2017 al 2022.